# بنزلین
بنزلین (به لهستانی:  Będzelin) یک روستا در لهستان است که در گمینا کولوشکی واقع شده‌است.